# 小波瀬村
小波瀬村（おばせむら）は、福岡県京都郡にあった村。

## 地理
高城山の南東麓に位置する。
- 河川：小波瀬川[1]

## 歴史
- 1889年（明治22年）4月1日 - 町村制の施行により、京都郡与原村、新津村、下片島村、上片島村、岡崎村、下新津村、二崎村が合併して村制施行し、小波瀬村が発足[1][2]。
- 1955年（昭和30年）1月1日 - 京都郡苅田町・白川村と合併して苅田町が存続して廃止[1][2]。